# Ipogeo di San Salvatore
Ipogeo di San Salvatore (Hypogeum San Salvatore) je součástí malého venkovského kostela nedaleko Cabras v Sinisu, starobylé kulturní krajiny s četnými památkami z prehistorických dob, v provincii Oristano na Sardinii. Jednalo se o studniční svatyni nuragské civilizace, která v punské době byla zasvěcena bohu léčiteli Sidovi. Římané zde praktikovali Asklépiův kult, později sloužila ke křesťanským obřadům.
Z levé lodi poutní kaple postavené na počátku 18. století vede strmé schodiště dolů do hypogea, které má od římských dob několik místností a kleneb vytesaných ve skále. Dochovala se tu nuragská studna, křesťanský oltář a graffiti ze 17. století, kdy hypogeum sloužilo jako vězení.
Skromný kostelík z 18. století, pod nímž se nachází komplex přestavěný v raně křesťanských dobách, je dnes poutním místem. Komplex je obklopen poutnickými chatrčemi monisteny nebo combessiemi, které jsou obývány pouze během Cesty bosých nohou (italsky Corsa degli Scalzi) a jinak sloužily jako filmové kulisy pro italské westerny. Devíti kilometrová Cesta bosých nohou na počest svatého Salvátora se koná od konce srpna do první neděle v září. Trasa vede z Cabras do San Salvatore a zpět.

## Odkazy

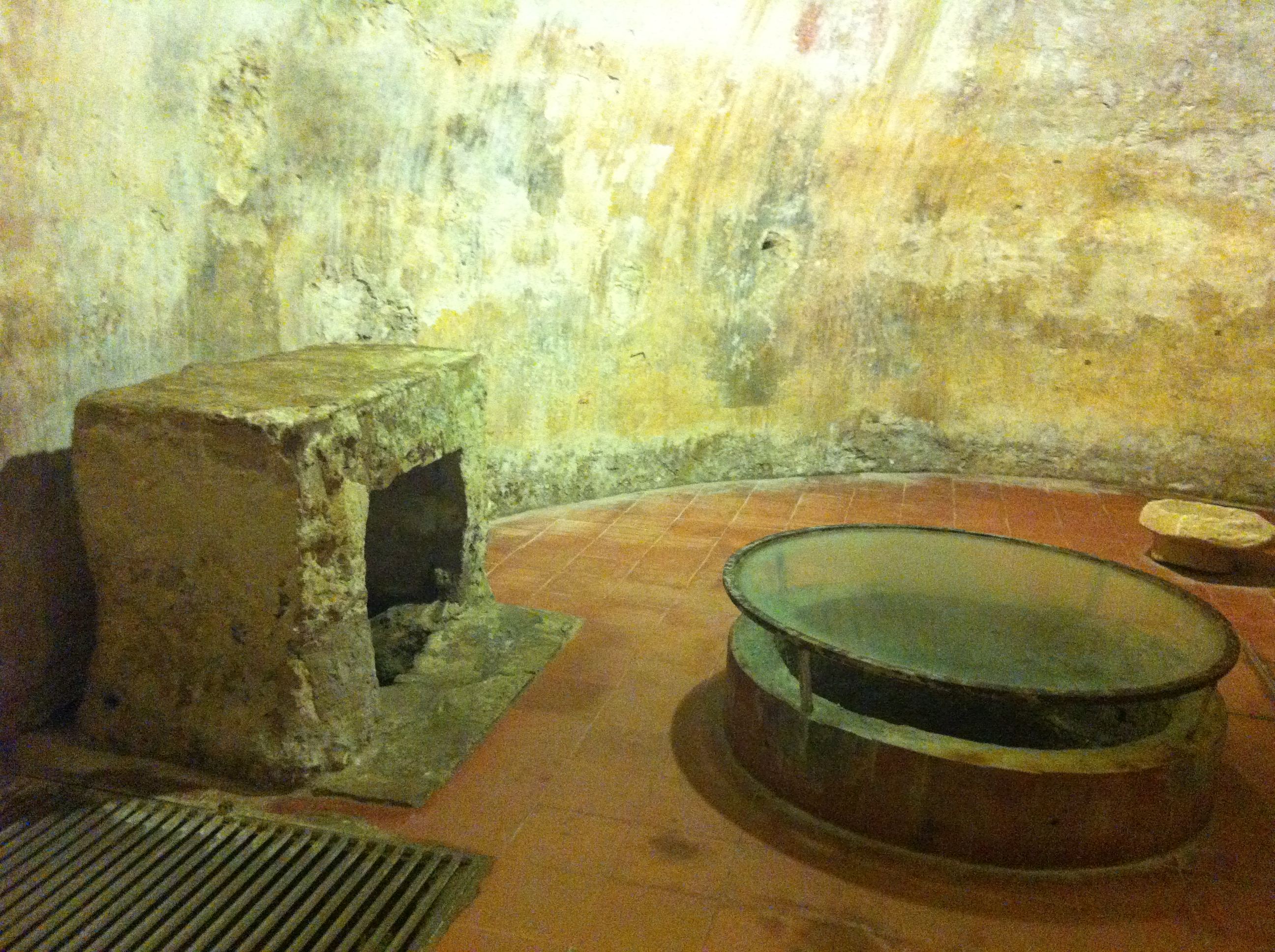
Oltář (vlevo) a studna (vpravo)

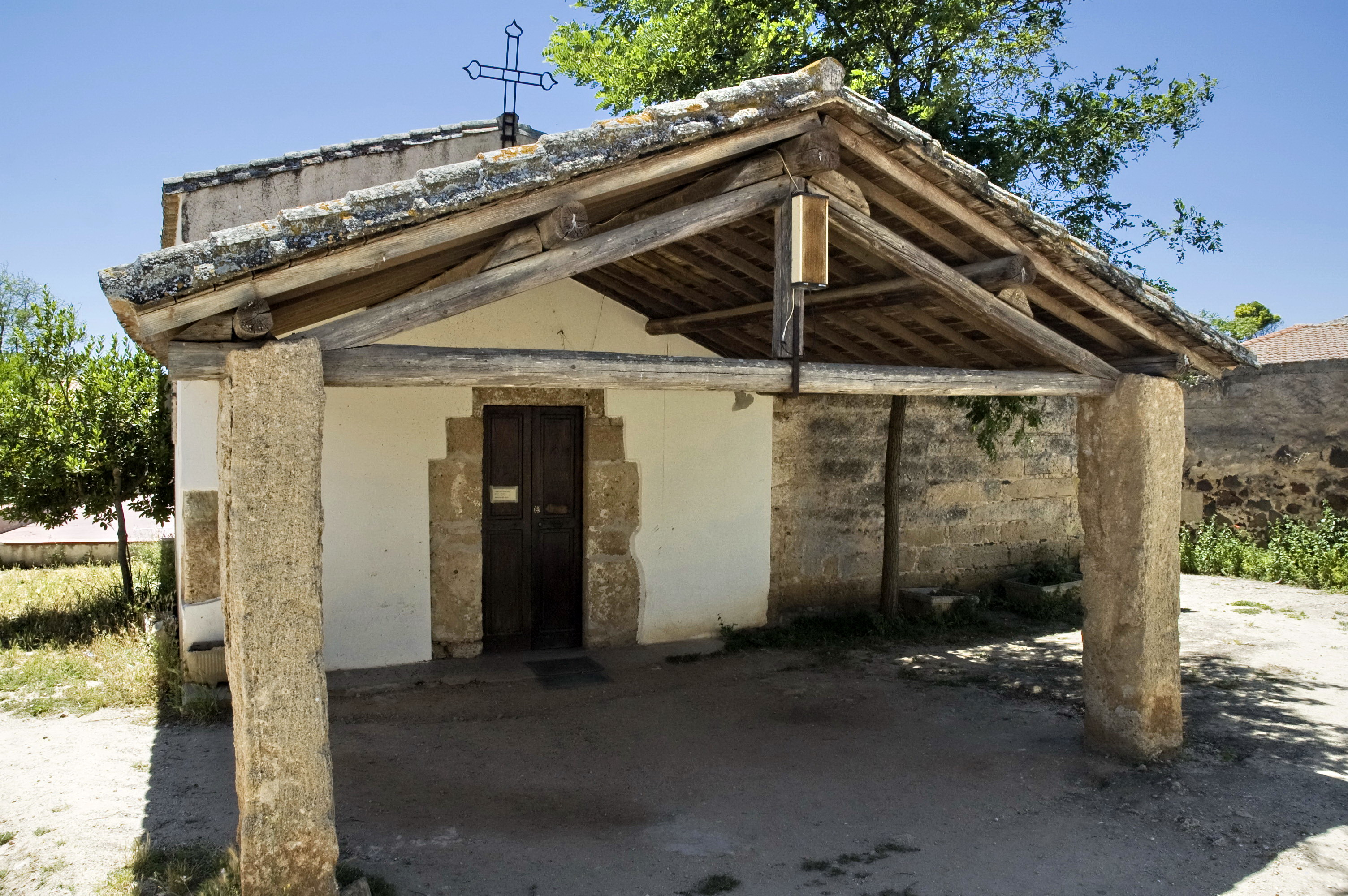
Kostel nad hypogeem